# Xırdalan
Xırdalan (tidigare ryska: Хырдалан: Chyrdalan) är en stad och kommun i Apsjerondistriktet. Staden är huvudstad i distriktet och har 32 576 invånare.
29 november 2006 fick staden status som stad efter ett godkännande av Azerbajdzjans nationalförsamling.
Xırdalan är även hem till landets största bryggeri Baltika Baku, tidigade känt som Xırdalan. Ett monument av Egyptens dåvarande president Hosni Mubarak uppfördes i staden 2007. Under protesterna i Egypten 2011 krävde den azerbajdzjanska oppositionen, ledd av partiet Musavat, att statyn förstördes och kallade den för en "tillbedjan av avgudar".

## Kända personer från Xırdalan
- Nabi Hazri — poet, författare och dramatiker, valdes till "folkets poet" i Azerbajdzjanska SSR 1984.[4].